# Transporte Exprés Regional

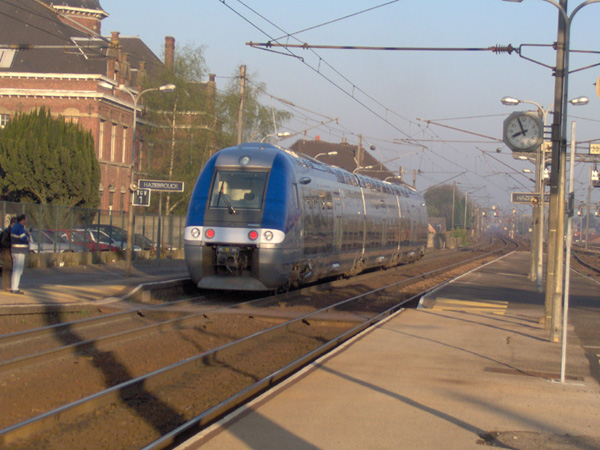
TER en la estación de Hazebrouck.

El Transporte Exprés Regional (en francés Transport express régional o Transports express régionaux), más conocido por sus siglas TER, es una red de trenes de viajeros que opera desde 1984 el operador ferroviario SNCF Viajeros para cubrir las relaciones entre municipios de una misma región administrativa o municipios cercanos de la región vecina. 

## Organización territorial
El TER está fundado sobre una organización territorial regionalizada. La regionalización implica una gestión empresarial fundada en la descentralización y la proximidad. La región se erige así como la autoridad organizadora del transporte ferroviario de viajeros y la SNCF debe intervenir directamente a nivel regional para afirmar sus competencias.
La regionalización es una nueva forma de compartir responsabilidades entre cada región y la SNCF para permitir la supervivencia y desarrollar el servicio TER manteniendo el monopolio de explotación de la empresa para los transportes ferroviarios regionales (lo que se verá modificado en años venideros con la liberalización de este mercado).
Las responsabilidades y objetivos por tanto son objeto de un contrato formalizado en una convención regional para cada una de las regiones francesas. Globalmente, cada convención fija los papeles y misiones de la región y la SNCF: la región define la oferta de servicio TER que desea (frecuencias, relaciones, tarifas...) y la SNCF asegura la realización de la misma.
La gestión descentralizada de los TER está confiada así, en cada región administrativa, a una dirección de actividad TER, responsable de las relaciones institucionales con el Consejo Regional y garante, frente al mismo, de la buena ejecución de la convención. Debe dirigir en su día a día la puesta en marcha de los servicios ferroviarios, elaborar y revisar horarios, gestionar el parque móvil, el control de calidad, campañas de marketing, etc.
La coordinación a nivel nacional está asegurada por la Dirección del Transporte Público, que tiene como misión definir las políticas de conjunto, registrar las propuestas e iniciativas de las regiones para desarrollar el TER y asegurar la complementariedad con los viajeros entre Francia y el resto de Europa.
En el marco de la regionalización, cada región recibe dotaciones presupuestarias destinadas a compensar los gastos que les han sido transferidos:
- Explotación de servicios.
- Renovación y modernización del material móvil.
- Compensación de tarifas sociales creadas por el estado (abonos de trabajadores, escolares...).

Además, el estado contribuye con un programa de inversión de 5 años para la modernización de las estaciones. Cada región puede completar esta dotación con recursos suplementarios de su propio presupuesto.
Pero el papel de empresa va más allá de la prestación de servicios. Reconociendo el saber hacer y conocimiento del terreno, las regiones esperan de esta empresa consejo para mejorar y modernizar los servicios ferroviarios regionales.

## Competencia de Consejos Regionales

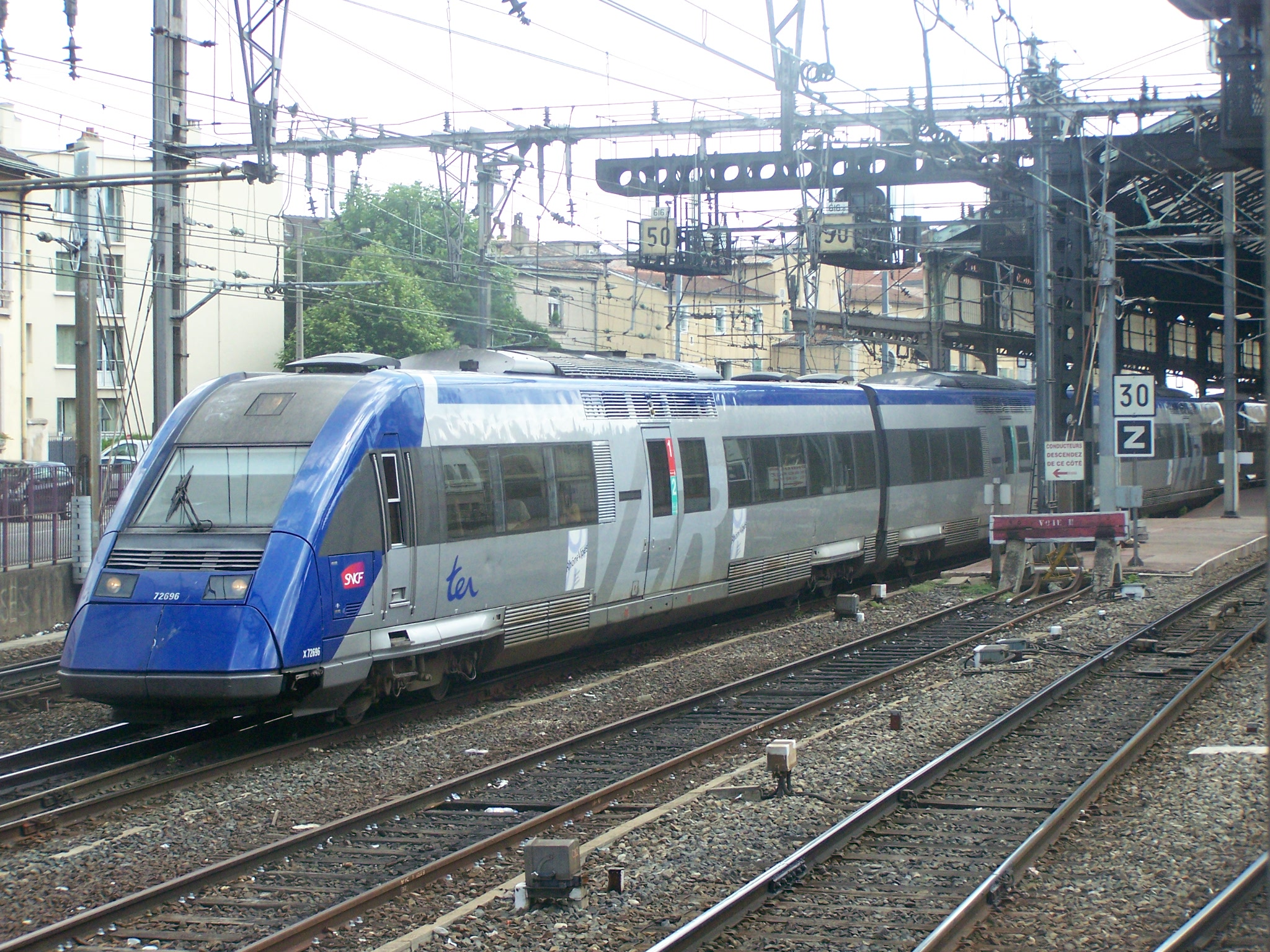
TER en la estación de Valence-Ciudad.

Desde finales de los años 1990, la organización de los transportes ferroviarios regionales es competencia de los consejos regionales firmando una convención con la SNCF sobre los trayectos, frecuencias, tarifas y compromisos de puntualidad.
La financiación de los servicios TER es esencialmente pública: una media del 72% de los gastos son cubiertos por el estado y las regiones, pagando los viajeros al comprar los billetes nada más que el 28% del coste real. Este gasto tiende a aumentar con el paso de los años por los nuevos servicios que son creados por solicitud de las regiones en su papel de autoridades organizadoras.
La baja rentabilidad económica de estos transportes se explica por la mala distribución horaria del tráfico, concentrado en las horas punta y dejando los trenes infrautilizados el resto del día. Por otra parte, las distancias no son muy largas y la ocupación media muy baja, de 66 viajeros por tren.

### Transferencia de competencias
Siete regiones experimentaron esta transferencia en 1997: Alsacia, Centro, Norte-Paso de Calais, Países del Loira, Provenza-Alpes-Costa Azul y Ródano-Alpes. La última fue, en enero de 1999, Lemosín.
En 1998, el tráfico mejoró de media 4,9% en las regiones citadas contra un 3,2 % en el resto.
Las demás regiones firmaron poco a poco las convenciones para prepararse para esta regionalización: Alta Normandía en septiembre de 1997, Mediodía-Pirineos en noviembre de 1997, Borgoña en noviembre de 1997, Picardía en enero de 1998 y Lorena en febrero de 1998.

### Historia de la regionalización del transporte ferroviario de viajeros
- 1970: primera convención firmada entre la SNCF y las provincias de Mosela y Meurthe y Mosela para el servicio Métrolor entre Nancy, Metz y Thionville.
- 1979: otras convenciones para el servicio Stélyrail y Métralsace finalizadas en 1984...
- 30 de diciembre de 1982: se vota la Ley de Orientación sobre los Transportes Interiores (LOTI).
- 31 de marzo de 1994: publicación del informe Regiones, SNCF: hacia la renovación del servicio público, por la comisión Haenel.
- 4 de febrero de 1995: la ley de mejora y desarrollo del territorio organiza la transferencia de la responsabilidad de los transportes conlectivos de interés regional a las regiones administrativas.
- 19 de diciembre de 1996: firma de la primera convención con la región Ródano-Alpes.

Desde 2002, todas las regiones administrativas han firmado la convención de explotación con la SNCF que delega en la empresa ferroviaria la explotación de los transportes ferroviarios regionales. Estas convenciones se firmaron para un periodo de 5 años, por lo que deben renegociarse para renovarse.

### Presupuestos afectados por el transporte público ferroviario
| Región               | Presupuesto TER | porcentaje del presupuesto regional (año) | estado actual |
| -------------------- | --------------- | ----------------------------------------- | --- |
| Alsacia              | 220 M€          | 39 % (2004)                               | regionalización desde 1997 |
| Bretaña              | 100 M€          | 14 % (2005)                               | |
| Borgoña              | 100 M€          | 25 % (2005)                               | |
| Champaña-Ardenas     | 55 M€           | 12,5 % (2004)                             | |
| Franco Condado       | 70 M€           | 20 % (2005)                               | Convención firmada en 2002 por Jean-François Humbert, presidente del Consejo Regional y Noël Belin, Director Regional de la SNCF durante 5 años y renovada en 2007 por Josiane Beaud (Directora de la región SNCF Borgoña-Franco Condado) y Raymond Forni (presidente del Consejo Regional) en presencia de Anne-Marie Idrac, presidenta de la SNCF. |
| Lorena               | 250 M€          | 45 % (2005)                               | |
| Países del Loira     | 180 M€          | 18 % (2005)                               | |
| Picardía             | 130 M€          | 20 % (2002)                               | convención intermedia desde enero de 1998 |
| Norte-Paso de Calais | 260 M€          | 21 % (2003)                               | regionalización desde 1997 |
| Ródano-Alpes         | 500 M€          | 30 % (2005)                               | regionalización desde 1997 |
| Baja Normandía       | 109 M€          |                                           | regionalización desde 2002 |

Las cifras no tienen en cuenta los gastos de infraestructuras.

## TER turísticos
Nueve servicios TER recibieron la etiqueta de Tren Turístico de la SNCF:
1. Ferrocarriles de Córcega
2. Tren de las maravillas
3. Tren de las hoces del río Allier
4. Mont-Blanc Express (línea Saint-Gervais-Vallorcine)
5. Tren amarillo (línea de la Cerdaña)
6. Autorail Esperanza
7. Ferrocarril de Blanc-Argent
8. Tren de los Alpes
9. Línea de las hirondelles
10. Línea de los relojeros

## Renovación/rehabilitación
Ciertas regiones han reprochado a la SNCF y Réseau ferré de France que privilegie desde hace 20-30 años la construcción y mejora de las líneas de alta velocidad y no invertir ni conservar las líneas secundarias de la red ferroviaria francesa, esencialmente recorridas por los trenes TER y los trenes de mercancías. Desde hace unos años ciertos consejos regionales han emprendido una vasta política de renovación de infraestructuras.
Tras la apertura de varias líneas de alta velocidad, numerosas relaciones interregionales (Lyon-Nantes, Nantes-Marsella, Lille-Estrasburgo...) fueron modificadas pasando por la región Île de France y ciertas líneas transversales han perdido todo o parte de su tráfico de grandes líneas. Ciertas regiones reprochan a la SNCF el abandono de estas líneas.
La línea Lyon-Nantes aparece sin embargo como un contraejemplo: si la línea apenas lleva cada vez menos viajeros al funcionar el TGV Lyon - Nantes vía Massy-TGV, las infraestructuras de esta línea han sido actualmente mejoradas por la SNCF con la electrificación entre Tours y Vierzon en diciembre de 2007 y el proyecto de electrificar a medio plazo entre Bourges y Saincaize.
El 9 de diciembre de 2007, el TER Rhône-Alpes entra en la primera fase de un plan de cadenciamiento de los horarios generalizado cuyas etapas abarcan hasta 2010.